# 牟立善
牟立善（1920年—2017年3月16日），山东省寿光市侯镇村人，中国人民解放军大校。

## 生平
1938年6月，参加八路军。1939年1月，加入中国共产党，1940年，任山东纵队一旅骑兵连长、旅作战参谋，1943年，任山东军区教导团（原抗大一分校改编）作战参谋、队长。1946年，任东北民主联军军政大学三支队副大队长。1947年，任东北民主联军一纵队一师作战科长。1948年，任东北野战军（后改称第四野战军）三十八军112师团参谋长、334团团长（带部队进入朝鲜战争）、师参谋长、副师长。中华人民共和国成立后，1955年调南京军事学院学习，毕业后任沈阳军区军训处长。1962年，任中国人民解放军第38军114师师长。1964年，任三十八军副参谋长、副军长；被授予大校军衔，荣获三级独立自由勋章、三级解放勋章。1967年任北京市公安局军管会主任，北京市革命委员会常委，1968年，任旅大警备区参谋长，1969年任第二炮兵参谋长。1987年4月离休。
2017年3月16日，在北京逝世，享年97岁。